# Asunción Ixtaltepec
Asunción Ixtaltepec est une municipalité et une ville de l'État de Oaxaca, au Mexique. La municipalité couvre une superficie de 547,33 km2 et compte 15 105 habitants en 2015. Elle donne accès au col de Chivela depuis le Pacifique.